# Matilda Joslyn Gage
Matilda Electa Joslyn Gage, född 24 mars 1826 i Cicero i delstaten New York, död 18 mars 1898 i Chicago, var en amerikansk författare och aktivist. Hon var, tillsammans med Susan B. Anthony och Elizabeth Cady Stanton, en av de tre som införde första vågens feminism i USA, men har i hög grad blivit bortglömd.
Gage höll sitt första tal vid National Woman's Rights Convention i Syracuse, New York, 1852. Hennes huvudintresse var att upptäcka och publicera insatser som gjorts av kvinnor. Hon ansåg att ett matriarkat hade föregått patriarkatet och att kyrkans och statens makt ledde till att kvinnorna under 1800-talet var mer förtryckta än tidigare. Hon framlade sina åsikter i sitt huvudarbete Woman, Church and State (1893), i vilket hon hävdade att män systematiskt hade samarbetat  i syfte att beröva kvinnor deras makt och energi och att kristendomen var en av de mest farliga strukturerna för att rättfärdiga männens förslavande av kvinnorna. 
År 1878 blev Gage redaktör och utgivare för The National Citizen and Ballot Box som var officiellt organ för National Woman Suffrage Association, men övergick 1881 till att tillsammans med Anthony och Stanton skriva på bokverket History of Woman Suffrage. År 1890 var Gage en av de få feminister som ännu var tillräckligt radikala för att  motsätta sig sammanslagning av National Woman Suffrage Association och den konservativa American Woman Suffrage Association med dess starka band till Women's Christian Temperance Union. I protest bildade hon Woman's National Liberal Union, en organisation som skyllde kvinnoförtrycket på kyrkan och staten, förespråkade avskaffande av bönen i offentliga skolor, gav sitt stöd till arbetarreformer, motsatte sig regeringens grymma behandling av den amerikanska ursprungsbefolkningen och i det hela krävde betydligt mer omfattande reformer än de övriga rösträttsorganisationerna. Andra rösträttskvinnor, även den antikyrkliga Stanton, ansåg att Gage hade lämnat rösträttsrörelsen och trots sina tidigare stora betydelse för denna rörelse blev hon struken ur dess historia.
År 1993 uppkallade historikern Margaret Rossiter Matildaeffekten efter Gage.